# Doroteu de Caldea
Doroteu de Caldea o Doroteu el Caldeu (en llatí Dorotheus, en grec antic Δωρόθεος) fou un escriptor grec que Plutarc menciona, i diu que era autor de l'obra περὶ λὶθων (Sobre les pedres), del que cita el segon llibre. Podria ser el mateix Doroteu que esmenta Plini el Vell a la seva Naturalis Historia, encara que aquest que Plini menciona podria ser un Doroteu d'Atenes.